# Saint-Amé
Saint-Amé és un municipi francès, situat al departament dels Vosges i a la regió del Gran Est. L'any 2007 tenia 2.111 habitants.

## Demografia

### Població
El 2007 la població de fet de Saint-Amé era de 2.111 persones. Hi havia 892 famílies, de les quals 248 eren unipersonals (60 homes vivint sols i 188 dones vivint soles), 308 parelles sense fills, 276 parelles amb fills i 60 famílies monoparentals amb fills.
La població ha evolucionat segons el següent gràfic:
Habitants censats

### Habitatges
El 2007 hi havia 963 habitatges, 897 eren l'habitatge principal de la família, 22 eren segones residències i 44 estaven desocupats. 700 eren cases i 260 eren apartaments. Dels 897 habitatges principals, 607 estaven ocupats pels seus propietaris, 276 estaven llogats i ocupats pels llogaters i 14 estaven cedits a títol gratuït; 10 tenien una cambra, 53 en tenien dues, 164 en tenien tres, 220 en tenien quatre i 450 en tenien cinc o més. 773 habitatges disposaven pel capbaix d'una plaça de pàrquing. A 425 habitatges hi havia un automòbil i a 356 n'hi havia dos o més.

### Piràmide de població
La piràmide de població per edats i sexe el 2009 era:
| Homes | Edats   | Dones |
| ----- | ------- | ----- |
| 0     | 95 o +  | 0     |
| 0     | 90 a 94 | 4     |
| 12    | 85 a 89 | 28    |
| 4     | 80 a 84 | 24    |
| 20    | 75 a 79 | 28    |
| 28    | 70 a 74 | 64    |
| 72    | 65 a 69 | 56    |
| 44    | 60 a 64 | 56    |
| 32    | 55 a 59 | 56    |
| 56    | 50 a 54 | 52    |
| 56    | 45 a 49 | 68    |
| 68    | 40 a 44 | 60    |
| 112   | 35 a 39 | 96    |
| 80    | 30 a 34 | 56    |
| 84    | 25 a 29 | 84    |
| 44    | 20 a 24 | 44    |
| 84    | 15 a 19 | 40    |
| 80    | 10 a 14 | 56    |
| 40    | 5 a 9   | 80    |
| 68    | 0 a 4   | 28    |

## Economia
El 2007 la població en edat de treballar era de 1.358 persones, 1.034 eren actives i 324 eren inactives. De les 1.034 persones actives 960 estaven ocupades (508 homes i 452 dones) i 74 estaven aturades (37 homes i 37 dones). De les 324 persones inactives 129 estaven jubilades, 118 estaven estudiant i 77 estaven classificades com a «altres inactius».

### Ingressos
El 2009 a Saint-Amé hi havia 907 unitats fiscals que integraven 2.170 persones, la mediana anual d'ingressos fiscals per persona era de 17.677 €.

### Activitats econòmiques
Dels 113 establiments que hi havia el 2007, 2 eren d'empreses extractives, 1 d'una empresa alimentària, 16 d'empreses de fabricació d'altres productes industrials, 20 d'empreses de construcció, 23 d'empreses de comerç i reparació d'automòbils, 6 d'empreses de transport, 8 d'empreses d'hostatgeria i restauració, 6 d'empreses financeres, 3 d'empreses immobiliàries, 8 d'empreses de serveis, 14 d'entitats de l'administració pública i 6 d'empreses classificades com a «altres activitats de serveis».
Dels 33 establiments de servei als particulars que hi havia el 2009, 1 era una oficina d'administració d'Hisenda pública, 1 oficina de correu, 1 funerària, 5 tallers de reparació d'automòbils i de material agrícola, 1 autoescola, 1 paleta, 3 guixaires pintors, 3 fusteries, 5 lampisteries, 4 electricistes, 2 empreses de construcció, 2 perruqueries i 4 restaurants.
Dels 4 establiments comercials que hi havia el 2009, 1 era una botiga de més de 120 m², 1 una botiga de menys de 120 m², 1 una fleca i 1 una llibreria.

## Equipaments sanitaris i escolars
El 2009 hi havia 1 farmàcia i 1 ambulància.
El 2009 hi havia 1 escola maternal i 1 escola elemental.

## Poblacions més properes
El següent diagrama mostra les poblacions més properes.